# Kanton Le Sud Grésivaudan
Le Sud Grésivaudan is een kanton van het Franse departement Isère. Het kanton maakt deel uit van het arrondissement Grenoble. Het heeft een oppervlakte van 548,12 km² en telt 41.122 inwoners in 2018, dat is een dichtheid van 75 inwoners/km².
Het kanton Le Sud Grésivaudan werd opgericht bij decreet van 18 februari 2014, met uitwerking op 22 maart 2015 en telde 45 gemeenten.   

Op 1 januari 2016 werden de gemeenten Dionay en Saint-Antoine-l'Abbaye samengevoegd tot de fusiegemeente (commune nouvelle) Saint Antoine l'Abbaye.

Sindsdien omvat het kanton de volgende 44 gemeenten:
- L'Albenc
- Auberives-en-Royans
- Beaulieu
- Beauvoir-en-Royans
- Bessins
- Chantesse
- Chasselay
- Châtelus
- Chatte
- Chevrières
- Choranche
- Cognin-les-Gorges
- Cras
- Izeron
- Malleval-en-Vercors
- Montagne
- Morette
- Murinais
- Notre-Dame-de-l'Osier
- Pont-en-Royans
- Presles
- Quincieu
- Rencurel
- La Rivière
- Rovon
- Saint-André-en-Royans
- Saint Antoine l'Abbaye
- Saint-Appolinard
- Saint-Bonnet-de-Chavagne
- Saint-Gervais
- Saint-Hilaire-du-Rosier
- Saint-Just-de-Claix
- Saint-Lattier
- Saint-Marcellin (hoofdplaats)
- Saint-Pierre-de-Chérennes
- Saint-Romans
- Saint-Sauveur
- Saint-Vérand
- Serre-Nerpol
- La Sône
- Têche
- Varacieux
- Vatilieu
- Vinay